# Trofeo Bravo

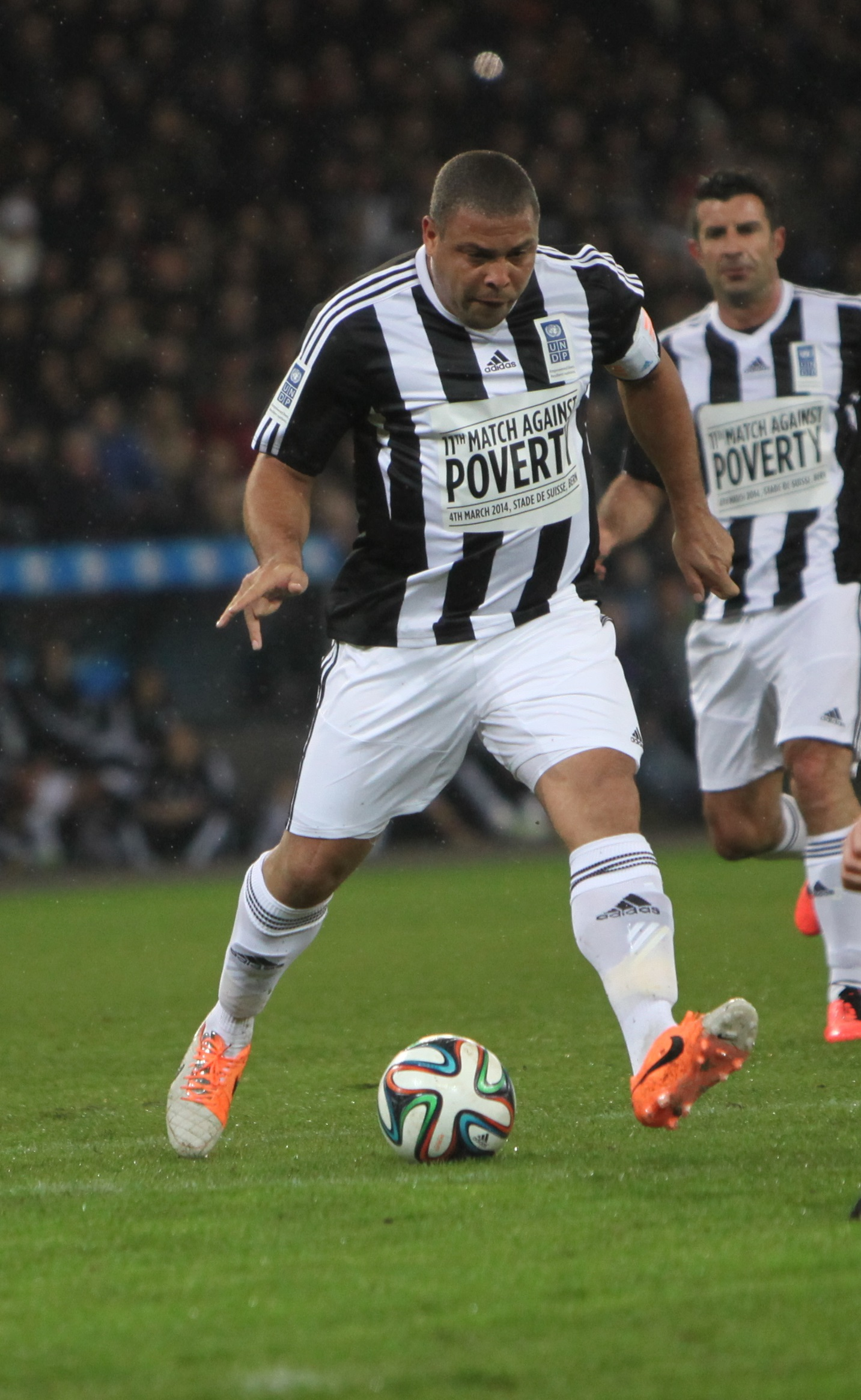
Jugador Ronaldo 2014

El Trofeo Bravo fue un premio anual que desde el año 1978 concedía el diario deportivo italiano Guerin Sportivo al mejor futbolista del fútbol europeo menor de 21 años.
Entre 1978 y 1992 sólo eran elegibles para el trofeo los futbolistas europeos de clubes que participasen en alguna de las tres competiciones europeas de clubes organizadas por la UEFA. Desde 1992 es elegible cualquier futbolista menor de 21 años que milite en cualquier club que compita en una liga nacional europea.
El premio se concedía durante el mes de junio, con base en los méritos demostrados durante la temporada futbolística, no durante el año natural. Se entregó por última vez el 2015.

## Historial
Los jugadores que han recibido el premio, son los siguientes.
| Año  | Ganador              | Selección        | Club                      |
| ---- | -------------------- | ---------------- | ------------------------- |
| 1978 | Jimmy Case           | Inglaterra       | Liverpool F. C.           |
| 1979 | Garry Birtles        | Inglaterra       | Nottingham Forest F. C.   |
| 1980 | Hansi Müller         | Alemania Federal | VfB Stuttgart             |
| 1981 | John Wark            | Escocia          | Ipswich Town F. C.        |
| 1982 | Gary Shaw            | Inglaterra       | Aston Villa F. C.         |
| 1983 | Massimo Bonini       | San Marino       | Juventus F. C.            |
| 1984 | Ubaldo Righetti      | Italia           | A. S. Roma                |
| 1985 | Emilio Butragueño    | España           | Real Madrid C. F.         |
| 1986 | Emilio Butragueño    | España           | Real Madrid C. F.         |
| 1987 | Marco van Basten     | Países Bajos     | A. F. C. Ajax             |
| 1988 | Eli Ohana            | Israel           | R. K. V. Malinas          |
| 1989 | Paolo Maldini        | Italia           | A. C. Milan               |
| 1990 | Roberto Baggio       | Italia           | A. C. F. Fiorentina       |
| 1991 | Robert Prosinečki    | Yugoslavia       | Estrella Roja de Belgrado |
| 1992 | Pep Guardiola        | España           | F. C. Barcelona           |
| 1993 | Ryan Giggs           | Gales            | Manchester United F. C.   |
| 1994 | Christian Panucci    | Italia           | A. C. Milan               |
| 1995 | Patrick Kluivert     | Países Bajos     | A. F. C. Ajax             |
| 1996 | Alessandro Del Piero | Italia           | Juventus F. C.            |
| 1997 | Ronaldo              | Brasil           | F. C. Barcelona           |
| 1998 | Ronaldo              | Brasil           | F. C. Internazionale      |
| 1999 | Gianluigi Buffon     | Italia           | Parma F. C.               |
| 2000 | Iker Casillas        | España           | Real Madrid C. F.         |
| 2001 | Owen Hargreaves      | Inglaterra       | F. C. Bayern Múnich       |
| 2002 | Christoph Metzelder  | Alemania         | Borussia Dortmund         |
| 2003 | Wayne Rooney         | Inglaterra       | Everton F. C.             |
| 2004 | Cristiano Ronaldo    | Portugal         | Manchester United F. C.   |
| 2005 | Arjen Robben         | Países Bajos     | Chelsea F. C.             |
| 2006 | Cesc Fàbregas        | España           | Arsenal F. C.             |
| 2007 | Lionel Messi         | Argentina        | F. C. Barcelona           |
| 2008 | Karim Benzema        | Francia          | Olympique de Lyon         |
| 2009 | Sergio Busquets      | España           | F. C. Barcelona           |
| 2010 | Thomas Müller        | Alemania         | F. C. Bayern Múnich       |
| 2011 | Eden Hazard          | Bélgica          | Lille O. S. C.            |
| 2012 | Marco Verratti       | Italia           | Pescara Calcio            |
| 2013 | Isco Alarcón         | España           | Málaga C. F.              |
| 2014 | Paul Pogba           | Francia          | Juventus F. C.            |
| 2015 | Domenico Berardi     | Italia           | U. S. Sassuolo            |

## Palmarés por club
Los Clubes con más jugadores ganadores del trofeo son los siguientes.
| Premios | Club                      | Años                   |
| ------- | ------------------------- | ---------------------- |
| 4       | F. C. Barcelona           | 1992, 1997, 2007, 2009 |
| 3       | Real Madrid C. F.         | 1985, 1986, 2000       |
| 3       | Juventus F. C.            | 1983, 1996, 2014       |
| 2       | A. F. C. Ajax             | 1987, 1995             |
| 2       | A. C. Milan               | 1989, 1994             |
| 2       | Manchester United F. C.   | 1993, 2004             |
| 2       | F. C. Bayern Múnich       | 2001, 2010             |
| 1       | Liverpool F. C.           | 1978                   |
| 1       | Nottingham Forest F. C.   | 1979                   |
| 1       | Ipswich Town F. C.        | 1981                   |
| 1       | Aston Villa F. C.         | 1982                   |
| 1       | Everton F. C.             | 2003                   |
| 1       | Chelsea F. C.             | 2005                   |
| 1       | Arsenal F. C.             | 2006                   |
| 1       | A. S. Roma                | 1984                   |
| 1       | A. C. F. Fiorentina       | 1984                   |
| 1       | F. C. Internazionale      | 1998                   |
| 1       | Parma F. C.               | 1999                   |
| 1       | Pescara Calcio            | 2012                   |
| 1       | VfB Stuttgart             | 1980                   |
| 1       | Borussia Dortmund         | 2002                   |
| 1       | Olympique de Lyon         | 2008                   |
| 1       | Lille O. S. C.            | 2011                   |
| 1       | Málaga C. F.              | 2013                   |
| 1       | R. K. V. Malinas          | 1988                   |
| 1       | Estrella Roja de Belgrado | 1991                   |

## Palmarés por país
Los Países con más trofeos por club son los siguientes.
| Premios | País         | Años                                                             |
| ------- | ------------ | ---------------------------------------------------------------- |
| 11      | Italia       | 1983, 1984, 1989, 1990, 1994, 1996, 1998, 1999, 2012, 2014, 2015 |
| 9       | Inglaterra   | 1978, 1979, 1981, 1982, 1993, 2003, 2004, 2005, 2006             |
| 8       | España       | 1985, 1986, 1992, 1997, 2000, 2007, 2009, 2013                   |
| 4       | Alemania     | 1980, 2001, 2002, 2010                                           |
| 2       | Países Bajos | 1987, 1995                                                       |
| 2       | Francia      | 2008, 2011                                                       |
| 1       | Bélgica      | 1988                                                             |
| 1       | Yugoslavia   | 1991                                                             |

## Palmarés por Selección
Las Selecciones con más jugadores con dicho trofeo son los siguientes.
| Premios | Selección    | Años                                     |
| ------- | ------------ | ---------------------------------------- |
| 7       | España       | 1985, 1986, 1992, 2000, 2006, 2009, 2013 |
| 7       | Italia       | 1984, 1989, 1990, 1994, 1996, 1999, 2012 |
| 5       | Inglaterra   | 1978, 1979, 1982, 2001, 2003             |
| 3       | Alemania     | 1980, 2002, 2010                         |
| 3       | Países Bajos | 1987, 1995, 2005                         |
| 2       | Brasil       | 1997, 1998                               |
| 2       | Francia      | 2008, 2014                               |
| 1       | Portugal     | 2004                                     |
| 1       | Argentina    | 2007                                     |
| 1       | Bélgica      | 2011                                     |
| 1       | Gales        | 1993                                     |
| 1       | Escocia      | 1981                                     |
| 1       | Yugoslavia   | 1991                                     |
| 1       | San Marino   | 1983                                     |
| 1       | Israel       | 1988                                     |